# 西村伊亮
西村 伊亮（にしむら いすけ、1874年2月12日 - 1951年1月8日）は、日本の政治家。衆議院議員（1期）。

## 経歴
滋賀県出身。東京法学院で学ぶ。農業を営み、滋賀県会議員、近江米取引所理事長、同監査役となる。
1920年の第14回衆議院議員総選挙において滋賀5区から立憲政友会公認で立候補して当選する。衆議院議員を1期務め、1924年の第15回衆議院議員総選挙には立候補しなかった。1951年に死去した。